# دورینسان
دورینسان (به لاتین: Duryunsan) یک کوه در کره جنوبی است که در Jeollanam-do, South Korea واقع شده‌است. دورینسان ۷۰۰ متر بالاتر از سطح دریا واقع شده‌است.